# Riccardo Riccò

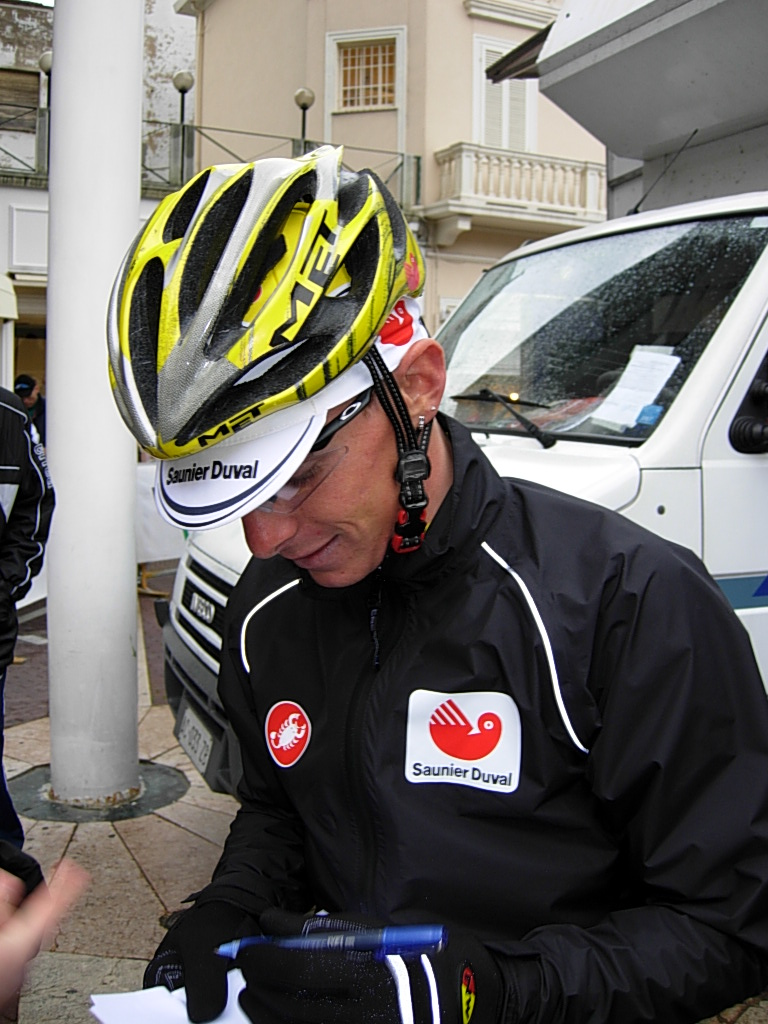
Riccardo Riccò

Riccardo Riccò (Sassuolo, 1 de setembro de 1983) é um ciclista profissional italiano. Pertence à equipa da Saunier Duval-Prodir.
É um trepador nato e muito combativo,que em 2005 foi campeão italiano de sub-23.
Em 2006 não foram muitos os êxitos, ganhou a Japan-Cup e a 5ª etapa da Settimana Ciclistica Internazionale Coppi e Bartali. Nesse ano participou no Tour de France, mas ficou num modesto 98.º lugar.
Em 2007 ganhou a 3ª e 4ª etapa do Tirreno Adriatico com grande classe, tendo mesmo deixado Vinokourov para trás. Apesar das duas etapas conquistadas Riccò acabou o Tirreno Adriatico em 13º lugar na geral. Ganhou também uma etapa que já tinha ganho em 2006, a 5ª etapa da Settimana Ciclistica Internazionale Coppi e Bartali.
Participou também em 2007 na 90ª edição do Giro d'Italia. Foi com a função de ajudar Gilberto Simoni, o líder da equipa, mas numa fuga a 99 km para a meta com o seu companheiro Leonardo Piepoli, onde os dois acabaram isolados tendo assim ganho Riccò a 15ª etapa do Giro com final do mitico Tre Cime di Lavaredo.
Riccardo Riccò ficou em 6º na geral, a 7 minutos do vencedor Danilo Di Luca e no segundo posto da classificação da juventude a 5'05m de Andy Schleck (segundo classificado na geral individual).

## Doping
O ciclista teve uma primeira suspensão, de dois anos, devido a um controlo positivo por CERA (EPO de terceira geração) na Volta a França de 2008.
Em 2011, Riccò deu entrada num hospital com uma septicémia e em falência renal, e terá confessado que tinha feito uma autotransfusão de sangue. O Tribunal do Comité Olímpico Nacional Italiano suspendeu-o por 12 anos e, na sequência do recurso do corredor, o Tribunal Arbitral do Desporto confirmou a pena, o que na prática pôs fim à sua carreira.
Em abril de 2014, o ciclista foi surpreendido pela polícia italiana enquanto comprava substâncias dopantes a dois traficantes na cidade de Livorno, em Itália.